# Evangelische Kirche Gudenhagen

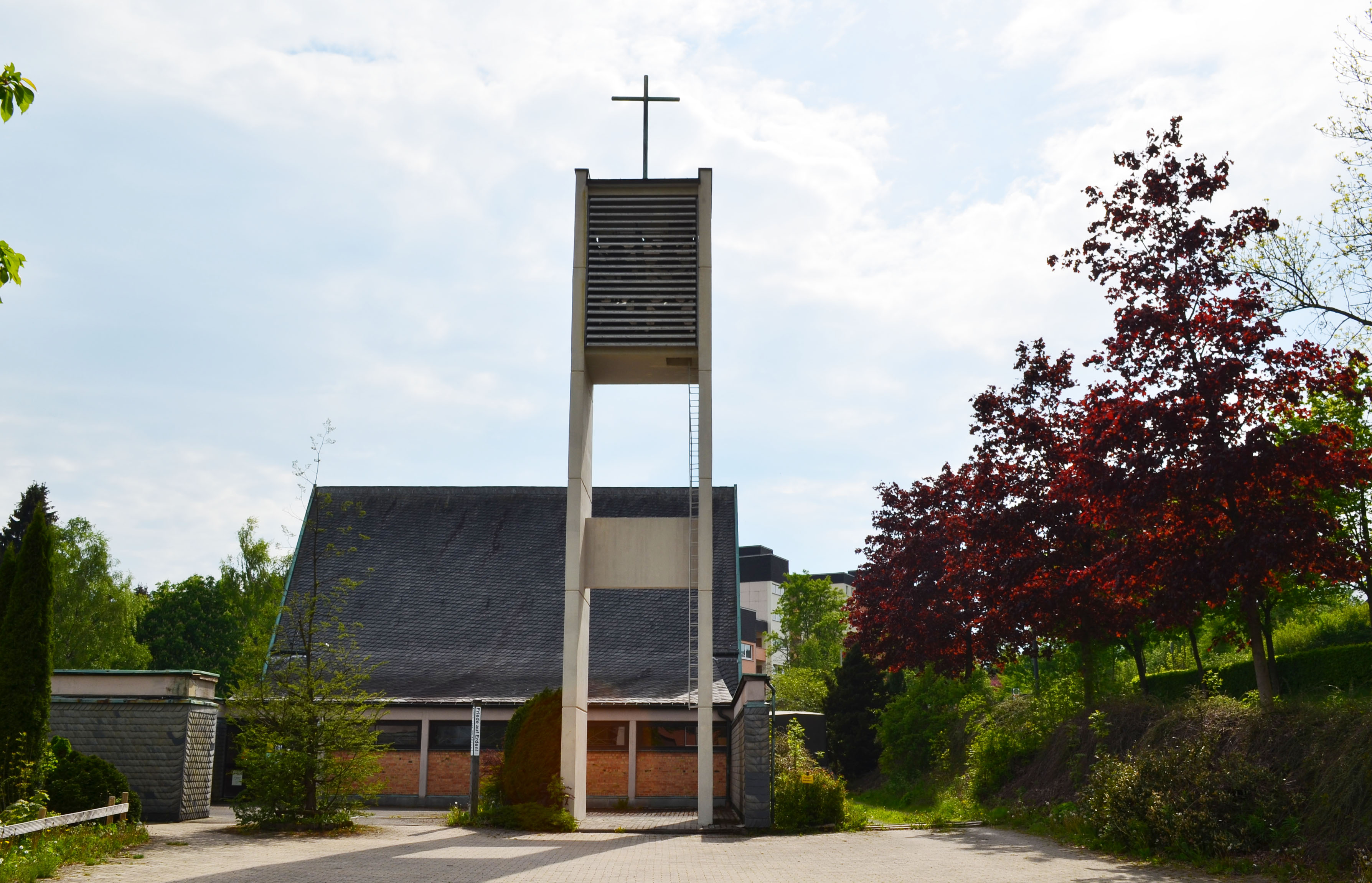
Evangelische Kirche

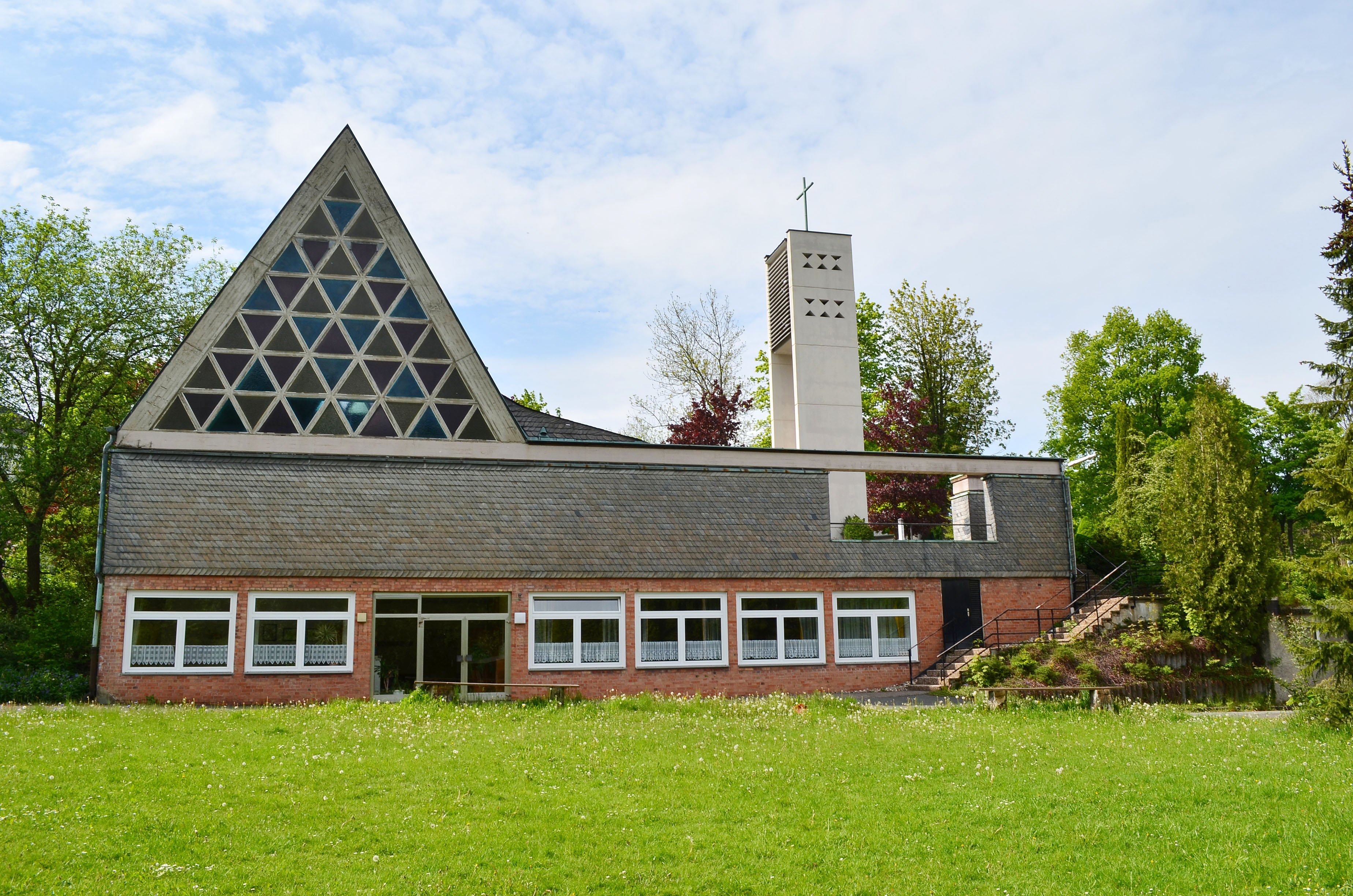
Ansicht mit Funktionsräumen

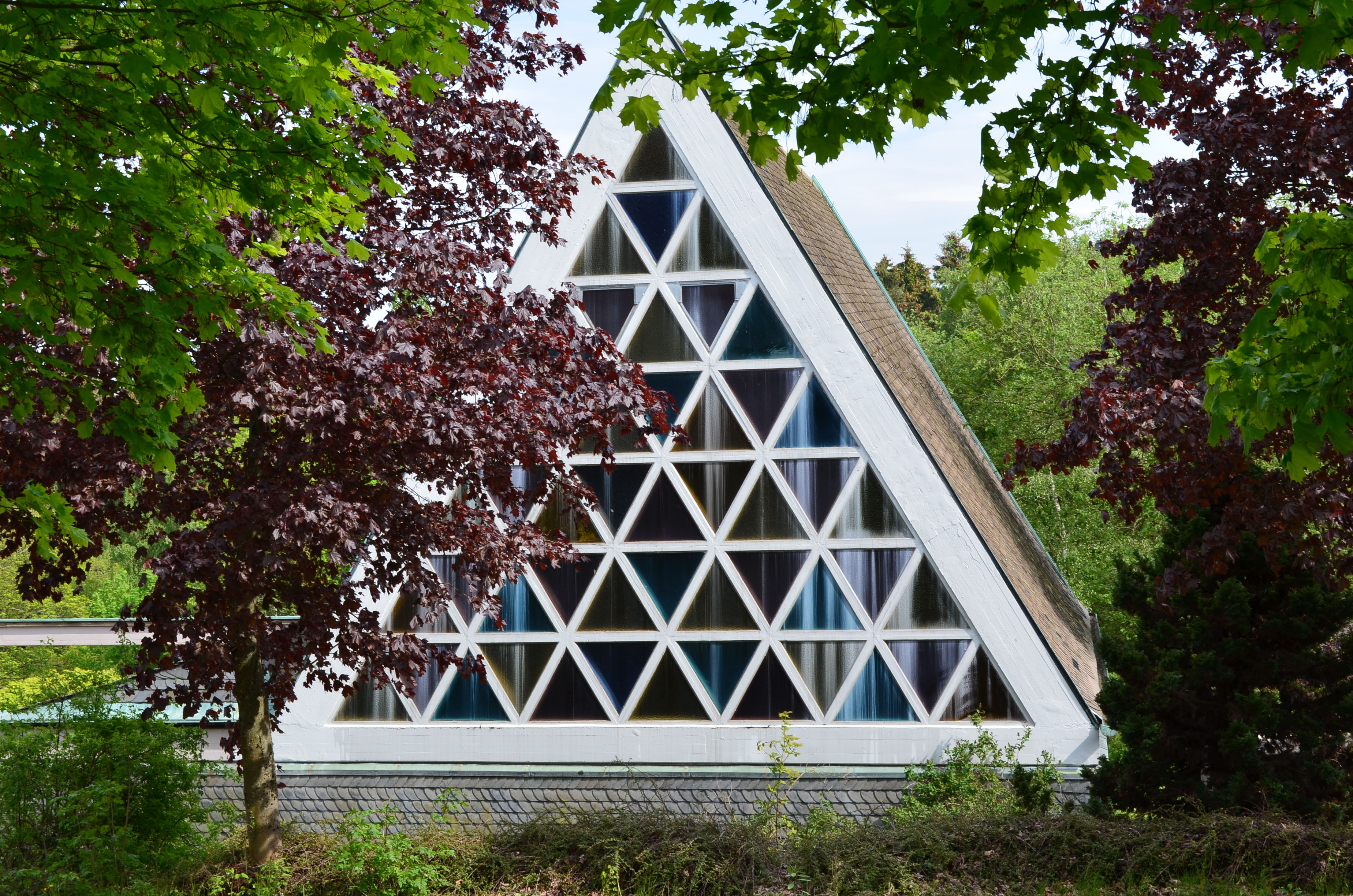
Wabenfenster

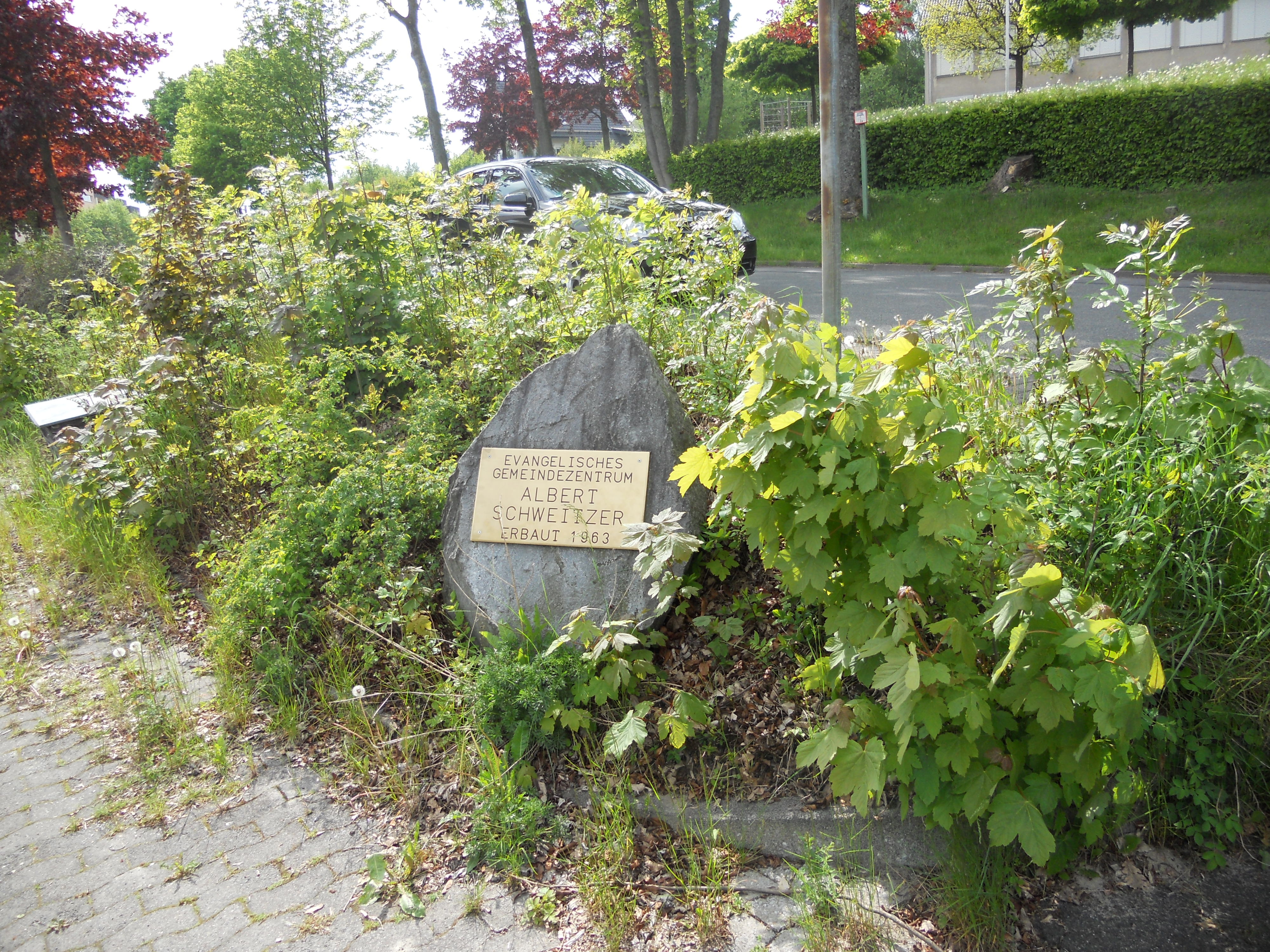
Gedenkstein

Die evangelische Kirche ist ein Kirchengebäude am Rübezahlweg in Gudenhagen-Petersborn, einem Ortsteil von Brilon im Hochsauerlandkreis (Nordrhein-Westfalen).

## Geschichte und Architektur
Nach dem Zweiten Weltkrieg siedelten sich Vertriebene, überwiegend aus Schlesien, Pommern und Siebenbürgen in Petersborn-Gudenhagen an. Ein großer Teil dieser Neubürger war evangelischen Glaubens und so war der Bau einer Kirche notwendig. Der Anteil evangelischer Gläubiger lag in Petersborn bei etwa 50 %. Der neue Gemeindebezirk Pulvermühle-Gudenhagen-Petersborn wurde 1955 gegründet. Der erste evangelische Gottesdienst wurde in der alten katholischen Kapelle in Gudenhagen gehalten. 
Die Stadt Brilon stellte der evangelischen Kirchengemeinde 1954 kostenlos ein Grundstück für den Bau einer Kirche zur Verfügung; die Siedlungsgesellschaft Rote Erde gab für den Baufonds 5.000 DM. Im Dezember 1958 wurde der Architekt Kölsche aus Dortmund mit der Anfertigung von Bauzeichnungen beauftragt. Weitere Pläne und Kostenvoranschläge wurden von dem Architekten Knöpfel aus Medebach angefertigt. Ein dritter Entwurf wurde von Mumme in Lippstadt angefertigt, der dann auch realisiert wurde. Richtfest war im Juni 1962. Der Grundstein ist in der Nordwand eingemauert. Die Kirche ist über einen Vorhof erreichbar, auf dem sich der 21 Meter hohe Glockenturm in Form eines Kampanile, von dem Hauptgebäude abgesetzt, erhebt. Wegen der Hanglage wurden unter dem Hof die Räume für die Gemeindearbeit untergebracht. Der Innenraum ist eher schlicht gehalten, die Backsteinmauern sind sichtbar, das Steildach ist mit Naturholz verkleidet. Von beiden Seiten des Steildaches hängen Lampen herab. Die verkleidete Altarwand ist durch Fenster-Dreieckswaben gegliedert. Der Hauptlichteinfall erfolgt durch die Fensterwaben an der gegenüberliegenden Wand. Der Fußboden des Hauptraumes besteht aus Kiefern-Stirnholz. Die Glasfenster wurden nach Entwürfen von Hugo Kükelhaus geschaffen. Kükelhaus hat auch die innenarchitektonische Ausstattung entworfen. Die Bestuhlung wurde von einem Handwerksbetrieb in Laisa gebaut.
Am 20. August 2023 wurde die Kirche im Rahmen eines Gottesdienstes entwidmet und für immer geschlossen. Dieser Schritt basiert auf einer vorausgegangenen Entscheidung des Presbyteriums der Evangelischen Kirchengemeinde Brilon, sich aufgrund sinkender Gemeindemitglieder von Kirche und Gemeindezentrum zu trennen.

## Ausstattung
- Mittelpunkt der Kirche ist ein Altar aus geschliffenem Granit.
- Die Altarleuchter wurden vom Kunstschmied Josef Severin aus Anröchte angefertigt.
- Bemerkenswert ist das Kreuz an der Altarwand, das von einem eisernen Arm von der Wand, zur Gemeinde hin, abgehalten wird. Es wurde aus einem Stück Mooreiche gehauen, das bei Baggerarbeiten aus dem Dortmund-Ems-Kanal geborgen wurde. Das Holz soll bis zu 300.000 Jahre alt sein. Der Korpus ist eine Arbeit aus der Zeit des Dreißigjährigen Krieges, die Arme sind nicht erhalten.
- In einem kleinen, seitenschiffähnlichen Anbau steht ein acht Zentner schweres Taufbecken aus Granit.
- In den ersten Jahren nach der Fertigstellung der Kirche kam ein Harmonium zum Einsatz. Im Juni 1978 wurde eine Orgel mit vier Registern eingebaut, die später durch einen Subbass erweitert wurde.

## Glocken
Die drei Bronzeglocken wurden 1963 von der Glockengießerei Gebr. Bachert in Kochendorf (Bad Friedrichshall) gegossen. Die größte Glocke wiegt 710 kg und trägt die Inschrift O Land, Land, Land – höre Gottes Wort; die mittlere Glocke wiegt 420 kg und trägt die Inschrift Ich will euer Gott sein und ihr sollt mein Volk sein. Die kleinste Glocke mit der Inschrift Kommt, laßt uns anbeten! wiegt 300 kg. Die Glocken sind auf die Töne gis′, h′ und cis′' gestimmt.